# Ocna Mureș
Ocna Mureș (en allemand : Miereschhall ; hongrois : Marosújvár) est une ville du județ d'Alba en Roumanie.

## Histoire
Les gisements de sel d'Ocna Mureș, exploités systématiquement au cours des siècles, se sont formés il y a 13,5 millions d'années au fond d'une mer peu profonde et dans un climat tropical. 

## Démographie
Sa population s'élevait à 13 036 habitants en 2011.
Lors du recensement de 2011, 78,14 % de la population se déclarent roumains, 8,75 % hongrois et 6,59 % roms (6,42 % ne déclarent pas d'appartenance ethnique et 0,07 % déclarent appartenir à une autre ethnie).

### Personnalités célèbres
- Gabriella Csire, écrivaine roumaine.

## Politique
| Parti | Parti                                      | Sièges |
| ----- | ------------------------------------------ | ------ |
|       | Parti national libéral (PNL)               | 10     |
|       | Parti social-démocrate (PSD)               | 3      |
|       | Alliance des libéraux et démocrates (ALDE) | 2      |
|       | Union démocrate magyare de Roumanie (UDMR) | 1      |
|       | Parti Mouvement populaire (PMP)            | 1      |